# Pinczery

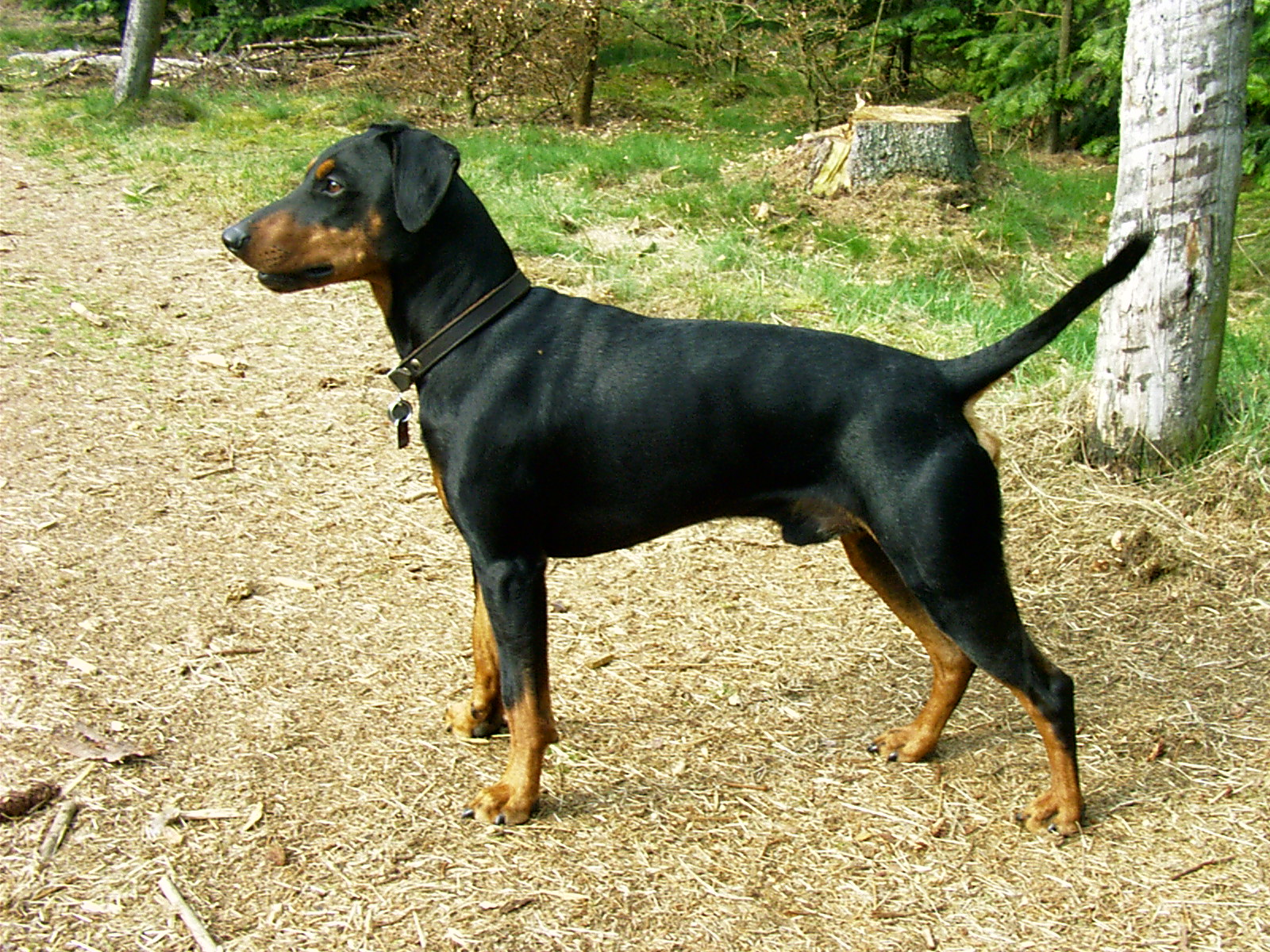
Pinczer średni

Pinczery (z niem. Pinscher) – grupa ras psa wywodzących się z niemieckich psów stróżujących i obronnych. Są cenione ze względu na małe wymagania, dużą aktywność i inteligencję. Współcześnie są użytkowane również jako psy służbowe oraz psy towarzyszące. W klasyfikacji FCI zaliczane są do grupy II – Pinczery i sznaucery, molosy, szwajcarskie psy górskie i do bydła, pozostałe rasy.
Do pinczerów zaliczane są:
- doberman
- pinczer austriacki
- pinczer małpi
- pinczer miniaturowy
- pinczer średni